# Артуа (возвышенность)
Артуа́ (фр. Artois) — холмистая возвышенность в северной части Франции.
Возвышенность простирается от пролива Па-де-Кале в юго-восточном направлении приблизительно на 150 км. На юго-западе постепенно переходит в равнину Пикардии, на северо-востоке — в низменность Фландрии. Преобладающие высоты составляют 150—200 м. Вершины холмов каменисты, поросли кустарниками. Склоны холмов распаханы.